# Emigdio Duarte Figueroa
Emigdio Duarte Figueroa (ur. 5 maja 1968 w Guamuchil) – meksykański duchowny rzymskokatolicki, w latach 2007–2010 biskup pomocniczy Culiacán.

## Życiorys
Święcenia kapłańskie przyjął 29 czerwca 1996 i został inkardynowany do diecezji Culiacán. Po święceniach studiował na Akademii Alfonsjańskiej i uzyskał tytuł doktora teologii moralnej. W 2001 powrócił do kraju i objął stanowisko rektora seminarium.
15 stycznia 2007 został prekonizowany biskupem pomocniczym Culiacán ze stolicą tytularną Bilta. Sakrę biskupią otrzymał 15 marca 2007. We wrześniu 2010 zrezygnował z urzędu.